# Rodrigo Téllez Girón
Rodrigo Téllez Girón (Moral de Calatrava; 1456-Loja; 1482) fue un noble castellano, maestre de la Orden militar de Calatrava desde 1466.
En la Guerra de Sucesión Castellana fue partidario de Juana la Beltraneja, luchando contra el bando de la que luego sería Isabel la Católica. Fue hijo de Pedro Girón y sobrino de Juan Pacheco, ambos personajes poderosos de la corte de Enrique IV de Castilla.

## Biografía

### Infancia y elección como maestre de Calatrava
Rodrigo Téllez Girón fue hijo de Pedro Girón, maestre de Calatrava, y de Inés de las Casas. Era el segundo de cuatro hermanos nacidos fuera del matrimonio pero que serían legitimados por Enrique IV y por el papa Pío II en 1459.
Su padre renunció al cargo de maestre de Calatrava a favor de Rodrigo para poder casarse con la princesa Isabel, según las concesiones hechas por Enrique tras la Farsa de Ávila en 1465. En marzo o abril de 1466, Rodrigo fue aceptado como maestre de la orden según lo previsto. Su padre moriría inesperadamente poco después, sin haberse celebrado el esperado casamiento. El nuevo maestre tenía unos diez años de edad, por lo que su tío Juan Pacheco, actuaría como su tutor, manteniendo el control efectivo de la orden. El nombramiento no fue unánimemente aceptado, sin embargo. Su ilegitimidad y su juventud fueron razones esgrimidas en su contra, aunque existía el precedente de Alonso de Aragón, hijo matural de Juan de Navarra, que había sido maestre en condiciones similares.
En 1468, el papa Paulo II expidió bulas confirmando a Rodrigo como maestre de Calatrava y a Juan Pacheco como adjutor hasta que Rodrigo alcanzara la edad de 25 años. Dichas bulas se leerían ante la orden en 1469, cuando Rodrigo haría por fin profesión. En 1469, murió su hermano mayor Alfonso, heredero del mayorazgo fundado por su padre y conde de Ureña. El hecho de que dichos títulos pasaran a su hermano menor, contraviniendo el testamento de su padre, hace pensar en maniobras políticas de Juan Pacheco, que no querría perder el control de la orden. También en 1469 tuvo lugar el matrimonio de la infanta Isabel con Fernando de Aragón, contra lo pactado con el rey Enrique IV, lo que daría comienzo a una guerra civil, la Guerra de Sucesión Castellana. En ella Juan Pacheco tomaría el bando de la princesa Juana, y con él Rodrigo Téllez Girón. El maestre participaría activamente en dicha contienda desde la muerte de Juan Pacheco en octubre de 1474.

### Tras la muerte de Juan Pacheco
Al morir su tío y tutor, Juan Pacheco, Rodrigo Téllez es declarado mayor de edad a la edad de 18 años, a pesar de lo dispuesto en la bula de Paulo II. El comendador mayor de la orden, Fernando Gómez de Guzmán se le enfrenta abiertamente, ocupando el castillo de Bélmez. También se le opondrá el clavero de la orden Garcí López de Padilla. Sin embargo, Rodrigo cuenta también con apoyos dentro de la orden.
Uno de sus primeros actos como maestre de pleno derecho es el de condenar a muerte a cinco personas que habían asesinado y robado a conversos en la villa calatrava de Almodóvar del Campo. Igual que su padre, sería un protector de los conversos, que darían su apoyo al maestre y a la causa Juanista.
En 1476 se produce la rebelión de Fuente Obejuna contra el Comendador Mayor de Calatrava, Fernando Gómez de Guzmán, suceso que inspiraría la famosa obra teatral de Lope de Vega.

### Guerra de Sucesión
Al morir Enrique IV en diciembre de 1474, la princesa Isabel se proclama reina y consigue la sumisión temporal de algunos nobles, como el marqués de Villena y el maestre de Calatrava. Al llegar la ayuda portuguesa, en mayo de 1475, los partidarios de la princesa Juana luchan en Galicia y el valle del Duero. Rodrigo Téllez conquista Ciudad Real, alegando que Sancho IV la había donado a la Orden en 1280. Sin embargo, Rodrigo Manrique y el clavero de Calatrava, logran recuperar la ciudad y expulsar al maestre y sus tropas. 
En junio, Isabel y Fernando proclaman un nuevo maestre para la orden, el hermano de Fernando, Don Alfonso, duque de Villa hermosa. En septiembre, llegan refuerzos a Ciudad Real, que permiten que el bando de Isabel gane varias villas calatravas. Al apoyar casi todas las villas andaluzas de la orden al comendador mayor, el maestre queda aislado en el centro del Campo de Calatrava. Rodrigo Téllez, con Pedro López Pacheco, se va a Arjona para intentar lograr —sin éxito— el apoyo de Baeza. La mala marcha de la guerra para su bando lleva a que Gonzalo de Ávila intente lograr el perdón real para el maestre, proceso que continúa tras la decisiva batalla de Toro, el 1 de marzo de 1476. En mayo de 1477 Rodrigo Téllez y sus partidarios se integrarían en el bando de Isabel y Fernando, siéndoles repuestos sus cargos y bienes. Pasa entonces a militar en el bando de estos, acudiendo al cerco de Trujillo, donde se reconciliaría con el clavero García López de Padilla, que le haría homenaje por carta. En septiembre de 1479 termina la guerra de sucesión.

### Guerra de Granada y muerte
En 1482 comienza la Guerra de Granada y el maestre de Calatrava es llamado a proteger el Reino de Jaén, donde la orden tenía varias posesiones. En marzo de ese año se captura Alhama. En mayo Rodrigo Téllez sale con tropas desde Almagro para encontrarse en Córdoba con el rey Fernando. Tras dejar a las tropas defendiendo Alhama vuelve a Córdoba. De allí sale el 1 de julio para poner cerco a Loja, junto con algunos de sus familiares y aliados. El día 13 durante la lucha Rodrigo Téllez es alcanzado por dos saetas y muere, con sólo 26 años de edad. El cuerpo fue sepultado en la iglesia de San Benito de Porcuna, siendo trasladado en el año 1537 al Sacro Convento de Calatrava.
Le sucedió como maestre, García López de Padilla.